# Chungking Express
Chungking Express är en Hongkongproducerad dramafilm från 1994, skriven och regisserad av Wong Kar-wai. 

## Handling
Filmen består av två berättelser (i följd), om en polis från Hongkong och hans vänskap med en kvinna. Den förste polisen beslutar sig för att bli kär i den första kvinnan som kommer in i baren där han sitter. Tyvärr är det en knarksmugglerska. Den andre polisen blir kär i servitrisen.

## Medverkande
- Brigitte Lin – Kvinnan i blond peruk
- Tony Leung Chiu-wai – Polis 663
- Wang Fei – Faye
- Takeshi Kaneshiro – He Qiwu, kallad "Ah Wu", Polis 223
- Valerie Chow – Flygvärdinna som gör slut med Polis 663
- Thom Baker – Dubbelspelande knarklangare
- Chan Kam-chuen – Föreståndare på takeawayrestaurangen Midnight Express
- Kwan Lee-na – Richard
- Wong Chi-ming – Man
- Leung Sun – Anställd på Midnight Express
- Choh Chung-sing – Man

## Om filmen
Quentin Tarantino importerade filmen till filmfestivalen i New York 26 september 1994, där den gjorde succé och sedan spreds över världen. I Sverige hade filmen premiär 17 maj 1996.

## Priser
- Stockholms filmfestival 1994: Faye Wong - bästa skådespelerska
- Taipei Golden Horse Film Festival 1994: Tony Leung - bäste skådespelare
- Hong Kong Film Awards 1995: Tony Leung - bäste skådespelare, Wong Kar-wai - bästa regissör